# تدمير الأسلحة الكيميائية السورية
بدأ تدمير الأسلحة الكيميائية السورية في 14 سبتمبر 2013 بعد أن دخلت سوريا في العديد من الاتفاقيات الدولية التي دعت إلى إزالة مخزونات الأسلحة الكيميائية السورية وحددت 30 يونيو 2014 موعدا نهائيا للتدمير. وفي اليوم نفسه، انضمت سوريا إلى اتفاقية الأسلحة الكيميائية ووافقت على تطبيقها المؤقت ريثما تدخل حيز النفاذ في 14 أكتوبر. وبعد انضمام سوريا إلى اتفاقية حظر الأسلحة الكيميائية، وافق المجلس التنفيذي لمنظمة حظر الأسلحة الكيميائية في 27 سبتمبر على خطة تنفيذ تفصيلية تتطلب من سوريا أن تتحمل المسؤولية عن تدمير الأسلحة الكيميائية السورية (مثل السارين) ومرافق إنتاج الأسلحة الكيميائية السورية وأن تتبع جدولا زمنيا لذلك. في أعقاب التوقيع على الاتفاقية الإطارية في 14 سبتمبر 2013 وبعد خطة تنفيذ منظمة حظر الأسلحة الكيميائية، في 27 سبتمبر، اتخذ مجلس الأمن الدولي بالإجماع القرار 2118 الذي ألزم سوريا بالجدول الزمني المحدد في خطة تنفيذ منظمة حظر الأسلحة الكيميائية. وأنشئت البعثة المشتركة بين منظمة حظر الأسلحة الكيميائية والأمم المتحدة للإشراف على تنفيذ برنامج التدمير.
بدأت منظمة حظر الأسلحة الكيميائية عمليات التفتيش الأولية لترسانة الأسلحة الكيميائية السورية في 1 أكتوبر 2013، وبدأ التدمير الفعلي في 6 أكتوبر. وتحت إشراف منظمة حظر الأسلحة الكيميائية، بدأ الأفراد العسكريون السوريون «تدمير ذخائر مثل الرؤوس الحربية الصاروخية والقنابل الجوية وتعطيل وحدات الخلط والتعبئة المتنقلة والثابتة». تم بنجاح تدمير معدات سوريا المعلنة لإنتاج الأسلحة الكيميائية وخلطها وتعبئتها بحلول الموعد النهائي 31 أكتوبر، ولكن تدمير مخزونات الأسلحة الكيميائية تأخر كثيرا عن الجدول الزمني، الذي كان من المقرر الانتهاء منه بحلول 6 فبراير 2014. فقط في 23 يونيو 2014، تم شحن المواد الكيميائية المعلنة المتبقية من سوريا للتدمير. وقد تم تدمير أخطر المواد الكيميائية في البحر على متن سفينة كيب راي، وهي سفينة تابعة لقوة الاحتياط الجاهزة التابعة للإدارة البحرية للولايات المتحدة، يتكون طاقمها من البحرية الأمريكية والبحارة التجاريين المدنيين. وأدت عمليات التدمير الفعلية، التي قام بها فريق من المدنيين والمتعاقدين في الجيش الأمريكي، إلى تدمير 600 طن متري من العوامل الكيميائية في 42 يوما. وبحلول 18 أغسطس 2014، تم تدمير جميع المواد الكيميائية المتبقية المعلن عنها والمسلمة في عرض البحر. في 4 يناير 2016، ذكرت منظمة حظر الأسلحة الكيميائية أنه تم الانتهاء من التدمير، على الرغم من أنه تم التحقق منذ ذلك الحين من استخدام الأسلحة الكيميائية في العديد من المناسبات التي يزعم أن الجيش السوري قد قام بها.

## وصلات خارجية
- Framework for Elimination of Syrian Chemical Weapons, full text
- Q+A: plan to dismantle Syria's chemical weapons (Reuters)
- UN, Security Council requires Scheduled Destruction of Syria’s Chemical Weapons, Unanimously Adopting Resolution 2118 (2013) (includes full resolution text)
- Chemical Weapons Convention: Full Text
- The Chemical Weapons Convention at a Glance نسخة محفوظة 16 أبريل 2014 على موقع واي باك مشين., Arms Control Association
- Chemical Weapons Convention: Ratifying Countries
- Chemical Warfare Chemicals and Precursors, Chemlink Pty Ltd, Australia